# 鲍勃·戴维斯
罗伯特·戴维斯（英語：Robert Davis，1950年4月2日—），美国NBA联盟前职业篮球运动员。他在1972年的NBA选秀中第2轮第14顺位被波特兰开拓者选中。